# Glendale (Nouvelle-Écosse)
Pour les articles homonymes, voir Glendale.

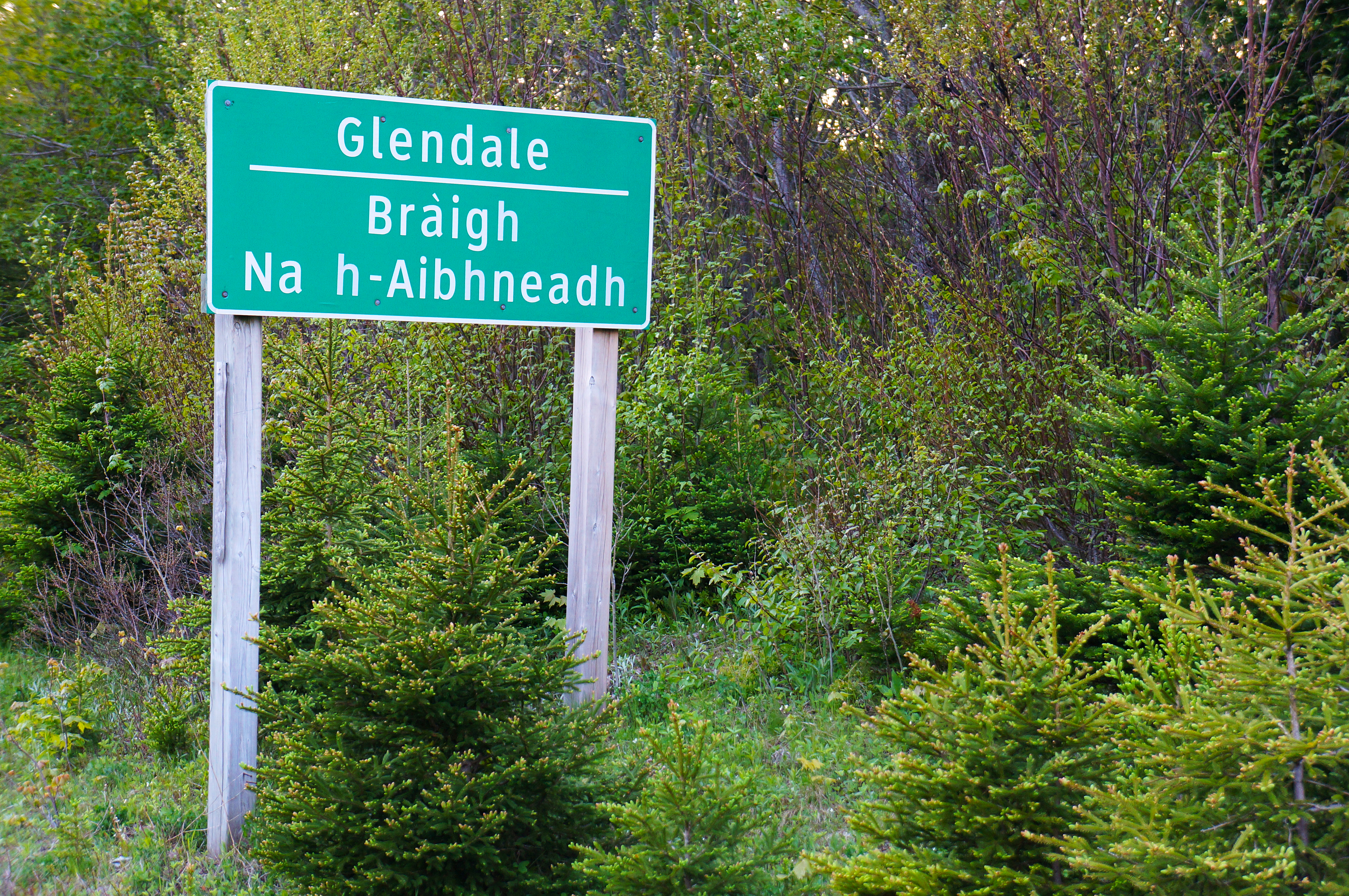
Panneau indiquant Glendale, Cap-Breton, Nouvelle-Écosse.

Glendale (en gaélique écossais: Bràigh Na h-Aibhneadh ou Gleann Dail) est un village canadien situé dans le comté d'Inverness, sur l'île du Cap-Breton en Nouvelle-Écosse. 

## Géographie

### Hameaux et lieux-dits
Glendale comprend les hameaux de Glendale, Kingsville, Melford, Queensville et Victoria Line sur la route 105. À l'est se trouve Big Brook, Big Marsh, Glenora, Mapple Road, Princeville et River Denys. À l'ouest se trouve MacEachern Road, MacInnis Road, MacIntyre's Mountain, Rhoda Road, River Denys Mountain et River Denys Road.